# BHLHE41
BHLHE41 (англ. Basic helix-loop-helix family member e41) – білок, який кодується однойменним геном, розташованим у людей на короткому плечі 12-ї хромосоми. Довжина поліпептидного ланцюга білка становить 482 амінокислот, а молекулярна маса — 50 498. Важливим парологом цього гена є BHLHE40. Працює як корепресор RXR.
| 10         |  | 20         |  | 30         |  | 40         |  | 50         |
| ---------- |  | ---------- |  | ---------- |  | ---------- |  | ---------- |
| MDEGIPHLQE |  | RQLLEHRDFI |  | GLDYSSLYMC |  | KPKRSMKRDD |  | TKDTYKLPHR |
| LIEKKRRDRI |  | NECIAQLKDL |  | LPEHLKLTTL |  | GHLEKAVVLE |  | LTLKHLKALT |
| ALTEQQHQKI |  | IALQNGERSL |  | KSPIQSDLDA |  | FHSGFQTCAK |  | EVLQYLSRFE |
| SWTPREPRCV |  | QLINHLHAVA |  | TQFLPTPQLL |  | TQQVPLSKGT |  | GAPSAAGSAA |
| APCLERAGQK |  | LEPLAYCVPV |  | IQRTQPSAEL |  | AAENDTDTDS |  | GYGGEAEARP |
| DREKGKGAGA |  | SRVTIKQEPP |  | GEDSPAPKRM |  | KLDSRGGGSG |  | GGPGGGAAAA |
| AAALLGPDPA |  | AAAALLRPDA |  | ALLSSLVAFG |  | GGGGAPFPQP |  | AAAAAPFCLP |
| FCFLSPSAAA |  | AYVQPFLDKS |  | GLEKYLYPAA |  | AAAPFPLLYP |  | GIPAPAAAAA |
| AAAAAAAAAA |  | AFPCLSSVLS |  | PPPEKAGAAA |  | ATLLPHEVAP |  | LGAPHPQHPH |
| GRTHLPFAGP |  | REPGNPESSA |  | QEDPSQPGKE |  | AP         |  |            |

A: Аланін

C: Цистеїн

D: Аспарагінова кислота

E: Глутамінова кислота

F: Фенілаланін

G: Гліцин

H: Гістидин

I: Ізолейцин

K: Лізин

L: Лейцин

M: Метіонін

N: Аспарагін

P: Пролін

Q: Глутамін

R: Аргінін

S: Серин

T: Треонін

V: Валін

W: Триптофан

Кодований геном білок за функцією належить до репресорів. 
Залучний у таких біологічних процесах, як транскрипція, негативна регуляція транскрипції, циркадних ритмів, нейрогенезу та диференціювання клітин. 
Білок має сайт для зв'язування з ДНК, специфічної для РНК-полімерази II.
Локалізований у ядрі. Високо виражений в скелетних м'язах і головному мозку, помірно виражений в підшлунковій залозі, серці, слабо виражений в плаценті, легких, печінці та нирках. Дефекти гену пов'язані з фенотипом короткого сну.

## Вплив DEC2 на циркадні ритми
Циркадні ритми у ссавців регулюються водієм ритму, розташованим в супрахіазматичному ядрі гіпоталамуса. DEC1 і DEC2 входять до сімейств генів, які беруть участь в петлі зворотного зв'язку транскрипції-трансляції наряду з білками Clock і Bmal1, активуючих ген Per. Per у свою чергу разом з білком Cry інгібує транскрипцію Per, утворюючи авторегуляторну петлю. DEC1 і DEC2 разом пригнічують Clock/Bmal1-індуковану трансактивацію промотора Per1.
Вчені виявили, що люди з певними генними мутаціями в гені hDEC2 відчувають себе бадьорими після 4 годин сну. DEC2 є репресором транскрипції для експресії пептиду орексин. DEC2 пригнічує транскрипцію генів орексина в іРНК, що призводить до зниження експресії або продукції орексина. Це обумовлено так званою міссенс-мутацією, тобто точковою мутацією, в якій одна нуклеотидна заміна призводить до кодування іншої амінокислоти, різновин несинонімічної заміни. Міссенс-мутація в DEC2 (заміна проліна в аргінін в 385 амінокислоті) асоційована з родинною хворобою нетривалого сну (англ. Familial Natural Short Sleepers).
Члени родини, які мають цю мутацію, спали в середньому 6,25 годин, що в середньому на 1-1,5 годин менше ніж у середньостатистичної людини. Аналог цього гену у мишей під назвою hDEC2, у яких є аргінінова заміна проводила в бадьорому стані на 8% довше, ніж миші з версією проліна. Препро-орексин, збільшується в моделі мишей, які експресують мутантний  hDEC2, який є білком-попередником нейропептиду орексин А і В.

## Розвиток захворювань
Нокдаун DEC2 призводить до зниження експресії фактору росту ендотелія судин на 26.7% в модельній лінії клітин, що імітують гіпоксичний стан.
Виявлено, що мікро-РНК miR-873, який, як виявлено бере участь у статевій диференціації мозку недоекспресується  при раку стравоходу і може діяти як ген-супресор пухлини шляхом прямого впливу на DEC2.
Стан гіпоксії посилює експресію мРНК DEC2 і DEC1 в хондрогенних клітинах лінії ATDC5, HEK293 і в популяції клітин HeLa.